# Jemeńska Partia Socjalistyczna
Jemeńska Partia Socjalistyczna (arab. ‏الحزب الاشتراكي اليمني‎, Al-Hizb Al-Ishtiraki Al-Yamani) – jemeńska lewicowa partia polityczna. Była partią rządzącą w Ludowo-Demokratycznej Republice Jemenu. Obecnie jest partią opozycyjną.
Pierwsze postępowe i radykalne ruchy pojawiły się w Jemenie na przełomie lat 40. i 50. wraz z pierwszymi falami jemeńskich studentów za granicą. Jemeńska Partia Socjalistyczna powstała w 1978 roku po połączeniu kilku mniejszych marksistowskich i socjalistycznych ugrupowań politycznych. Kryzys w ZSRR doprowadził do zjednoczenia Jemenu i utworzenia wielopartyjnego systemu politycznego. Po wojnie w 1994 roku partia została poddana represjom, jej zasoby zostały skonfiskowane, a działacze aresztowani i torturowani. W rezultacie tych działaniach w wyborach w 2003 partia uzyskała jedynie 3,8% i 8 miejsc w parlamencie. Partia porzuciła marksizm na rzecz demokratycznego socjalizmu. Obecnie ideologia partii stanowi połączenie panarabizmu i socjalizmu. Partia wspólnie z Al-Islah dąży do przeprowadzenia uczciwych wyborów i demokratyzacji kraju.